# Złamanie Hoffy
Złamanie Hoffy (in. fragment Hoffy ang. Hoffa fracture) – rzadka postać złamania nasady dalszej kości udowej, pod postacią fragmentu kłykcia kości udowej  w kształcie wieńca, zlokalizowanego częściowo w obrębie stawu kolanowego.

## Historia
Złamanie Hoffy zostało opisane po raz pierwszy 1882 roku przez Friedricha Buscha, następnie w 1904 przez Alberta Hoffę, od nazwiska którego jest eponimem.

## Epidemiologia
Złamanie Hoffy stanowi poniżej 1% złamań nasady dalszej kości udowej. Złamanie kłykcia przyśrodkowego stanowi 25%, natomiast złamanie kłykcia bocznego 75% tego typu złamań.

## Etiologia
Do złamania Hoffy kłykcia bocznego dochodzi w przypadku uderzenia z kierunku przedniotylnego przy zgiętych i przywiedzionych kolanach, a kłykcia przyśrodkowego przy bezpośrednim uderzeniu w przyśrodkową cześć kolana przy zgiętych kolanach.

## Obraz kliniczny
Objawy złamania Hoffy są następujące: 
- duży obrzęk kolana
- krwawienie do stawu kolanowego
- nie występuje zniekształcenie kończyny dolnej

## Klasyfikacja
Złamanie Hoffy to złamanie typu według AO/OTA 33-B3.

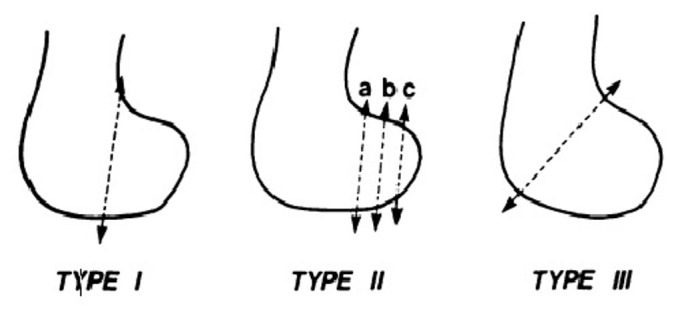
Klasyfikacja złamań Hoffy wg Letenneur'a (1978)

## Diagnostyka różnicowa
Rozpoznanie złamania Hoffy opiera się na badaniu przedmiotowym, zdjęciu rentgenowskim oraz tomografii komputerowej. W 30% złamanie Hoffy jest niewidoczne na zdjęciach rentgenowskich i wtedy rozpoznanie jest stawiane na podstawie tomografii komputerowej w projekcji osiowej.

## Leczenie
Leczenie jest operacyjne (zarówno klasyczne jak i w artroskopii). Wskazane jest wczesne nastawienie złamania wraz z wewnętrznym zespoleniem złamania oraz wczesna rehabilitacja celem przywrócenia funkcji kończyny. Leczenie zachowawcze jest związane z możliwością wystąpienia powikłań zarówno związanych z możliwością przemieszczenia się odłamów jak długotrwałym unieruchomieniem kończyny i powinno być zastrzeżone w przypadku stabilnych złamań z przemieszczeniem.

## Rokowanie
Leczenie operacyjne zwykle prowadzi do uzyskania zrostu odłamów i powrotu funkcji kolana, leczenie zachowawcze obarczone jest większym ryzykiem wystąpienia zaników mięśniowych i sztywności stawu.